# Abel Salazar
Abel Salazar García (Ciudad de México, 25 de septiembre de 1917-Cuernavaca, 21 de octubre de 1995) fue un actor, director y productor de cine mexicano. En sus tres ámbitos profesionales, se distinguió por su notable apertura mental manifestada en algunos de los temas que sus proyectos tocaban, como la homosexualidad y las inquietudes de la juventud de su época. Para poder llevar a cabo lo anterior, en 1955, fundó su propia productora cinematográfica, Cinematográfica ABSA. Aunado a esto, se convirtió en el primer rey del grito mexicano gracias a su participación, dirección y producción, de varias películas relacionadas al cine de terror mexicano.
Entre sus trabajos más destacados se encuentra su participación en las cintas El conde de Montecristo (1942), Los tres García (1946), Los Tres Amores de Lola (1956), La maldición de la Llorona (1963), El barón del terror (1962), y Valentín de la Sierra (1968). 

## Biografía y carrera

### 1917-1940: primeros años
Abel Salazar García nació el 25 de septiembre de 1917 en Ciudad de México, aunque otras referencias citan que su nacimiento se dio el día 24.

### 1940-1945: inicios actorales
Inició su carrera como actor presentándose en algunas carpas de su ciudad natal. En 1940, incursionó por primera vez en el cine con un papel secundario en la película, La casa del rencor, estrenada en 1941, y ese mismo año, fue abordado por el director de cine Chano Urueta, quien lo invitó a actuar como Alberto de Morcef en El Conde de Montecristo (1942), su primer papel actoral importante. En febrero de 1944, contrajo matrimonio con Alicia Cárdenas, hija del presidente Lázaro Cárdenas, con quien procreó dos hijas, Alicia y Leticia Salazar Cárdenas. Tiempo después y en fecha desconocida, se divorciaron.

### 1945-1956:Época de oro del cine mexicano
A finales de los años cuarenta e inicios de los cincuenta, prosiguió con su carrera actoral durante el transcurso de la Época de Oro del cine mexicano, apareciendo en cintas como Las cinco advertencias de Satanás (1945), Los tres García (1946), Mi esposa busca novio (1948), La Panchita (1948), Me ha besado un hombre (1949), El pecado de Laura (1949), Una viuda sin sostén (1950), Canasta uruguaya (1952), y Nadie muere dos veces (1953).
A mediados de los cincuenta, realizó un viaje a España para trabajar en producciones como El Coyote (1954), Mañana cuando amanezca (1954), y Los Tres Amores de Lola (1956).

### 1957-1977: dirección y producción de cine y películas de terror
Al término de la Época de Oro, Salazar dio inicio a una nueva etapa en su carrera, la cual tomó rumbo como actor y productor de varias películas del cine de terror, iniciando con El vampiro de 1957, y El ataúd del vampiro de 1958. El mismo año, se casó con Gloria Marín, de quien se divorció en 1960 para rápidamente casarse con Rosita Arenas el 1 de agosto de ese año; con ella tuvo dos hijas, Rosa Salazar Arenas y Claudia Salazar Arenas. Rosita también fue parte de sus filmes de terror, apareciendo en El espejo de la bruja, producida por él, (1962) y actuando juntos en La maldición de la Llorona (1963).
Su influencia en el cine de terror mexicano inspiró al cantante estadounidense Frank Zappa, quien compuso la canción, «Debra Kadabra», luego de haber visto El Barón del Terror (1962), película en la que Salazar fue protagonista caracterizando al Baron Vitelius d'Estera. Como director de cine, hizo su debut en 1966 dirigiendo la película, Los adolescentes, estrenada en 1967.

### 1977-1989: trabajos finales
En 1977, nuevamente se desempeñó como director para Tres mujeres en la hoguera. El estreno de dicha producción se aplazó hasta 1979 debido a que fue censurada por Margarita López Portillo, hermana del presidente José López Portillo, y la entonces directora general de radio, televisión y cinematografía mexicana, quien había intentado cancelar el filme por hablar abiertamente sobre el lesbianismo. La anterior fue la tercera película con la que Salazar mostró el tema de la homosexualidad, hecho que ya había realizado varios años atrás con películas como Me ha besado un hombre de 1944, y Yo quiero ser hombre de 1950, filmes en los que sus coprotagonistas, disfrazadas de hombre, terminan enamorándose de él e incluso se besan mientras él piensa que son hombres. Dicha hazaña la volvió a repetir en 1988 con la cinta, Quisiera ser hombre, en la que el guion fue similar a los dos anteriores proyectos mencionados.
En 1980, Arenas y Salazar se divorciaron, y a inicios de la misma década, tuvo un último casamiento con una mujer llamada Teresa Aguilar, con quien permaneció hasta su muerte. Su última aparición en una cinta fue en El otro, lanzada en 1986, mismo año en que dirigió Mentiras, su tercera y última película como director. Posteriormente, sus últimos trabajos los hizo en televisión, interviniendo en las telenovelas, Senda de gloria (1987), y Mi segunda madre (1989).

## Muerte
El 21 de octubre de 1995, Salazar falleció en Cuernavaca, Morelos, a los 78 años de edad, a causa de alzhéimer.

## Filmografía

### Cine

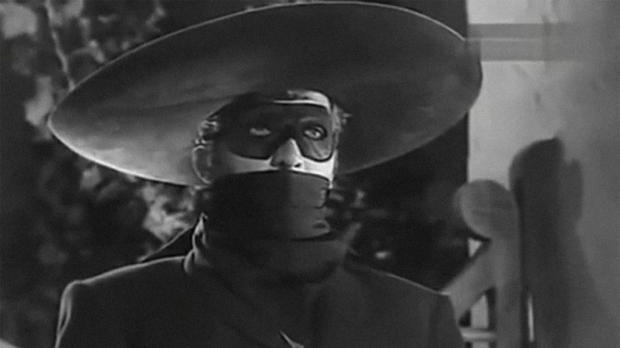
Caracterizado en El Coyote (1954).

| Año  | Título                            | Papel                           | Notas                                 |
| ---- | --------------------------------- | ------------------------------- | ------------------------------------- |
| 1941 | La liga de las canciones          | Presidente de conferencia       | No acreditado                         |
| 1941 | La casa del rencor                | Esposo de Laura                 |                                       |
| 1942 | El conde de Montecristo           | Alberto de Morcef               |                                       |
| 1942 | La virgen morena                  | Temóc                           |                                       |
| 1943 | Tres hermanos                     | Personaje desconocido           |                                       |
| 1944 | Me ha besado un hombre            | Ingeniero Álvaro Álvarez        |                                       |
| 1945 | Dos pasiones                      | Cristóbal Colón Pérez           |                                       |
| 1945 | Capullito de alhelí               | Personaje desconocido           |                                       |
| 1945 | Como yo te quería                 | Personaje desconocido           |                                       |
| 1945 | Las cinco advertencias de Satanás | Ramón                           |                                       |
| 1946 | Una virgen moderna                | Personaje desconocido           |                                       |
| 1946 | La morena de mi copla             | Juan Luis Roldán                |                                       |
| 1947 | Por culpa de una mujer            | Personaje desconocido           |                                       |
| 1947 | El príncipe del desierto          | Ahmed                           |                                       |
| 1947 | Los tres García                   | José Luis García                |                                       |
| 1947 | Vuelven los García                | José Luis García                |                                       |
| 1948 | Mi madre adorada                  | Personaje desconocido           |                                       |
| 1948 | Matrimonio sintético              | Personaje desconocido           |                                       |
| 1948 | Tía candela                       | Personaje desconocido           |                                       |
| 1948 | Mi esposa busca novio             | Personaje desconocido           |                                       |
| 1949 | El pecado de Laura                | José                            |                                       |
| 1949 | La Panchita                       | Benito Bravo                    |                                       |
| 1949 | Café de chinos                    | Roberto                         |                                       |
| 1949 | Dos pesos dejada                  | Fermín                          |                                       |
| 1950 | Yo quiero ser mala                | Roberto Pando                   |                                       |
| 1950 | Yo quiero ser hombre              | Pablo Barba                     |                                       |
| 1950 | Donde nacen los pobres            | Jesús (Chucho) Martínez         |                                       |
| 1951 | Una viuda sin sostén              | Ernesto Lafuente                |                                       |
| 1951 | La duquesa del Tepetate           | Enrique de la Traviesa          |                                       |
| 1951 | Menores de edad                   | Absalón Rojas                   |                                       |
| 1951 | Vuelva el sábado                  | Arturo del Pulgar               |                                       |
| 1951 | El marido de mi novia             | Paco                            |                                       |
| 1951 | Canasta uruguaya                  | Pablo                           |                                       |
| 1951 | Del can-can al mambo              | Roberto                         |                                       |
| 1952 | Hay un niño en su futuro          | Benito Sotomenor                |                                       |
| 1952 | La miel se fue de la luna         | Pablo                           |                                       |
| 1952 | Vive como sea                     | Carlos Karloff                  |                                       |
| 1952 | Por qué peca la mujer             | Don Héctor                      |                                       |
| 1952 | Yo fui una callejera              | Rodolfo Manrique                |                                       |
| 1952 | Se le pasó la mano                | Personaje desconocido           |                                       |
| 1953 | Ni pobres ni ricos                | Personaje desconocido           |                                       |
| 1953 | Ella, Lucifer y yo                | Jorge                           |                                       |
| 1953 | No te ofendas, Beatriz            | Javier de la Garza              |                                       |
| 1953 | Siete mujeres                     | Personaje desconocido           | Papel de voz                          |
| 1953 | El fantasma se enamora            | Personaje desconocido           |                                       |
| 1953 | Quiéreme porque me muero          | Alberto García                  |                                       |
| 1953 | Nadie muere dos veces             | Raúl García / Ricardo           |                                       |
| 1954 | La visita que no tocó el timbre   | Pablo Villanova                 |                                       |
| 1955 | Necesito un marido                | Ernesto Vidal                   |                                       |
| 1955 | El Coyote                         | El Coyote / César de Echagüe    |                                       |
| 1955 | El caso de la mujer asesinadita   | Lorenzo                         |                                       |
| 1955 | La fuerza del deseo               | Ricardo                         |                                       |
| 1955 | Mañana cuando amanezca            | Luis Arnal                      |                                       |
| 1955 | Mi noche de bodas                 | Personaje desconocido           |                                       |
| 1956 | Los Tres Amores de Lola           | Dr. Álvaro Luna                 | También conocida como Lola torbellino |
| 1956 | La justicia del Coyote            | El Coyote                       |                                       |
| 1956 | Serenata en México                | David                           |                                       |
| 1957 | Tropicana                         | Personaje desconocido           |                                       |
| 1957 | El vampiro                        | Dr. Enrique                     |                                       |
| 1958 | El ataúd del vampiro              | Dr. Enrique Saldívar            |                                       |
| 1959 | Misterios de ultratumba           | Personaje desconocido           |                                       |
| 1959 | Nacida para amar                  | Millonario habanero             |                                       |
| 1959 | El hombre y el monstruo           | Ricardo Souto                   |                                       |
| 1959 | Los hermanos Diablo               | Personaje desconocido           |                                       |
| 1960 | El renegado blanco                | Julio                           |                                       |
| 1960 | Venganza apache                   | Personaje desconocido           |                                       |
| 1962 | El barón del terror               | Baron Vitelius d'Estera         |                                       |
| 1963 | La cabeza viviente                | Inspector Toledo                |                                       |
| 1963 | La maldición de la Llorona        | Jaime                           |                                       |
| 1965 | Cucurrucucú Paloma                | Doctor                          |                                       |
| 1965 | Pistoleros del oeste              | Luis Godínez                    |                                       |
| 1966 | El indomable                      | Lico Martínez / Antonio Camargo |                                       |
| 1969 | Paula                             | Personaje desconocido           |                                       |
| 1984 | El otro                           | Sr. Heredia                     |                                       |

### Dirección
| Año  | Título                              |
| ---- | ----------------------------------- |
| 1967 | Los adolescentes                    |
| 1969 | Paula                               |
| 1970 | Rosas blancas para mi hermana negra |
| 1971 | Elena y Raquel                      |
| 1972 | Una mujer honesta                   |
| 1973 | Adiós, amor...                      |
| 1974 | Peor que los buitres                |
| 1978 | Picardía Mexicana                   |
| 1979 | Tres mujeres en la hoguera          |
| 1982 | Una leyenda de amor                 |
| 1982 | Lagunilla 2                         |
| 1984 | Ya nunca más                        |
| 1986 | Mentiras                            |
| 1988 | Quisiera ser hombre                 |

### Producción
| Año  | Título                            | Notas                                 |
| ---- | --------------------------------- | ------------------------------------- |
| 1943 | Tres hermanos                     |                                       |
| 1944 | Me ha besado un hombre            |                                       |
| 1945 | Las cinco advertencias de Satanás |                                       |
| 1948 | Mi madre adorada                  |                                       |
| 1948 | Matrimonio sintético              |                                       |
| 1948 | Tía candela                       |                                       |
| 1949 | El pecado de Laura                |                                       |
| 1953 | Siete mujeres                     |                                       |
| 1953 | Nadie muere dos veces             | No acreditado                         |
| 1953 | El monstruo resucitado            |                                       |
| 1955 | El caso de la mujer asesinadita   |                                       |
| 1956 | Los Tres Amores de Lola           | También conocida como Lola torbellino |
| 1956 | Serenata en México                |                                       |
| 1957 | El vampiro                        |                                       |
| 1958 | El ataúd del vampiro              |                                       |
| 1959 | El hombre y el monstruo           |                                       |
| 1959 | Los hermanos Diablo               |                                       |
| 1960 | El renegado blanco                |                                       |
| 1960 | Venganza Apache                   |                                       |
| 1961 | El mundo de los vampiros          |                                       |
| 1962 | Twist locura de la juventud       |                                       |
| 1962 | El espejo de la bruja             |                                       |
| 1962 | El barón del terror               |                                       |
| 1963 | La cabeza viviente                |                                       |
| 1963 | Mi vida es una canción            |                                       |
| 1963 | La maldición de la Llorona        |                                       |
| 1963 | El mariachi canta                 |                                       |
| 1965 | Cucurrucucú Paloma                |                                       |
| 1965 | Pistoleros del oeste              |                                       |
| 1965 | Los sheriffs de la frontera       |                                       |
| 1966 | El indomable                      |                                       |
| 1967 | Los adolescentes                  |                                       |
| 1968 | Valentín de la sierra             | También productor ejecutivo           |
| 1969 | Paula                             |                                       |

### Televisión
| Año  | Título           | Papel                      |
| ---- | ---------------- | -------------------------- |
| 1987 | Senda de gloria  | General Rosario Talamantes |
| 1989 | Mi segunda madre | Rafael                     |